# The Last Ship (seizoen 3)
Dit artikel vat het derde seizoen van The Last Ship samen. Dit seizoen liep van 10 mei 2016 tot en met 11 september 2016 en bevatte dertien afleveringen.

## Rolverdeling

### Hoofdrolspelers
- Eric Dane – als Commandant Tom Chandler
- Adam Baldwin – als tweede commandant Mike Slattery
- Charles Parnell – als hoofdmatroos Russell "Russ" Jeter
- Kevin Michael Martin – als matroos Miller
- Fay Masterson – als luitenant-commandant Andrea Garnett
- Travis Van Winkle – als luitenant Danny Green
- Marissa Neitling – als luitenant Kara Foster
- Christina Elmore – als luitenant Alisha Granderson
- Jocko Sims – als luitenant Carlton Burk
- Michael Curran-Dorsano – als luitenant John "Gator" Mejia
- Maximiliano Hernández – als hoofd ziekenboeg "Doc" Rios
- LaMonica Garrett - luitenant Cameron Burk
- Ben Cho – als brandweerman Carl Nishioka
- Bren Foster – als hoofd officier Wolf "Wolf-Man" Taylor
- Elisabeth Röhm - Allison Shaw
- Adam Irigoyen - Ray
- Cameron Fuller - Wright
- Bridget Regan - Sasha Cooper

### Terugkerende rollen
- Ness Bautista – als derde commandant Class Cruz
- Paul James – als officier derde klasse O'Connor
- John Pyper-Ferguson – als huursoldaat Tex
- Emerson Brooks - kapitein Joseph Meylan
- Mark Moses - president Jeffrey "Jeff" Michener
- Jade Chynoweth - Kathleen Nolan
- Nestor Serrano - Alex
- Devon Gummersall - Jacob Barnes
- Hiroyuki Sanada - Takehaya
- Drew Fonteiro - Dennis
- Dichen Lachman - Jesse
- Lucy Butler - Roberta Price
- Cantrell Harris - Powell
- Ayako Fujitani - Kyoko
- Eddie Driscoll - Randall Croft
- John Cothran - president Howard Oliver
- Fernando Chien - president Peng Wu
- Eidan Hanzei - Toshiro
- Hina Abdullah - Dalia Jaffe
- Al Coronel - Manuel Castillo
- Stephen Oyoung - Lau Hu
- Dougald Park - Albert Wilson
- Paolo Andino - Raife

## Afleveringen
| Nr. | Aflevering | Titel            | Regisseur        | Schrijver(s)                          | Selectie gastrollen | Uitzenddatum      |  |
| --- | ---------- | ---------------- | ---------------- | ------------------------------------- | --- | ----------------- |  |
| 24 | 1          | The Scott Effect | Michael Katleman | Steven Kane                           | Chris Sheffield - communicatie officier Will Mason Elyse Mirto - Debbie Foster Vivian Thuy Nguyen - Ai Tania Raymonde - Valerie Raymond              | 30 mei 2016       |  |
| Het is nu een paar maanden geleden dat Amerika is gestart met zijn wederopbouw, met Chandler als het nieuwe hoofd van de Marine en Slattery als de nieuwe kapitein van de Nathan James. Terwijl Chandler in China is om de zittende president te overtuigen om door te gaan met het verstrekken van de medicijn tegen het virus, worden Slattery en diverse officieren in een Vietnamese nachtclub in een hinderlaag gelokt terwijl zij daar een relatie met de lokale bevolking wilde opbouwen. Ondertussen wordt bevestigd dat dr. Scott officieel dood is. |            |                  |                  |                                       | |                   |  |
| 25 | 2          | Rising Sun       | Michael Katleman | Hank Steinberg                        | H. Richard Greene - senator William Beatty Alex Duong - Vietnamese piraat Maximilian Osinski - Derek Evans                                           | 19 juni 2016      |  |
| Luitenant Green en Burke vallen het piratenkamp binnen waar Slattery, Garnett en de andere gevangen worden gehouden nadat zij in de hinderlaag zijn gelopen, om hen proberen te bevrijden. Ondertussen proberen Chandler en zijn medewerkers samen met een lokale CIA agent de weg terug naar de Nathan James te vinden. |            |                  |                  |                                       | |                   |  |
| 26 | 3          | Shanzhai         | Paul Holahan     | Jorge Zamacona                        | Boyuen - Kenji Tim Barraco - chief Eddie Vargas Frances Domond - CS2 Adam Mondschein - Davis Vickers                                                 | 26 juni 2016      |  |
| Chandler reist af naar Shanzhai om daar informatie te vergaren over de gegijzelde bemanning, en probeert tegelijkertijd te achterhalen waarom zij gegijzeld zijn. |            |                  |                  |                                       | |                   |  |
| 27 | 4          | Devil May Care   | Paul Holahan     | Nic Van Zeebroeck                     | H. Richard Greene - senator William Beatty Haurjie Gunn - beveiliger Cyd Strittmatter - Barbara Miller                                               | 3 juli 2016       |  |
| De president van China heeft het vaccin ontvangen voor zijn mensen, maar hij weigert dit aan hen en aan de buurlanden te geven. Chandler beseft nu dat hij de president niet kan vertrouwen, maar wordt echter gedwongen om het huis van de president binnen te dringen om zo achter de locatie te komen waar zijn manschappen gevangen wordt gehouden. |            |                  |                  |                                       | |                   |  |
| 28 | 5          | Minefield        | Peter Weller     | Mark Malone                           | H. Richard Greene - senator Beatty Cantrell Harris - agent Powell Adam Hart - E0D2 Kudelski Andrea Martin - OOD                                      | 10 juli 2016      |  |
| Wanneer de Nathan James op zoektocht gaat naar Takehaya, moeten zij door een gevaarlijk mijngebied navigeren. Dit zorgt ervoor dat de missie van Chandler al snel gecompliceerd wordt en dat hij moet vrezen voor zijn positie. Ondertussen komt president Michener onder vuur te liggen door regionale leiders. |            |                  |                  |                                       | |                   |  |
| 29 | 6          | Dog Day          | Michael Nankin   | Jill Blankenship Onalee Hunter Hughes | Cantrell Harris - Powell Leslie A. Hughes - zus van Cruz                                                                                             | 17 juli 2016      |  |
| De bemanning van de Nathan James vindt de schuilplaats van Takehaya, en kunnen dan hun collega's uit hun gevangenschap redden. President Michener overpeinsd zijn gedachten over het presidentschap. |            |                  |                  |                                       | |                   |  |
| 30 | 7          | In the Dark      | Steven Kane      | Katie Swain                           | Jeremy Batiste - HM2 Logan Tom Billett - deputy Travis Hammer - Curtis Clark Moore - Costas                                                          | 24 juli 2016      |  |
| Takehaya wordt gearresteerd en de gegijzelde bemanning wordt bevrijdt, en bij terugkomst op de Nathan James zetten zij koers naar huis. Al snel worden zij echter tegengewerkt door Chinese schepen, en moeten zij hun terugreis uitstellen. Ondertussen moet president Michener de gevolgen onder ogen zien van zijn uitgelekt duister geheim. |            |                  |                  |                                       | |                   |  |
| 31 | 8          | Sea Change       | Jennifer Lynch   | Sarah H. Haught                       | Alice Lin - Ma Ming Allen Theosky Rowe - Wu Ming Adam Wang - Chinese minister van defensie Jessica Watkin - Starboard ROC                            | 31 juli 2016      |  |
| Chandler en de Nathan James zijn op zoek naar de verantwoordelijke achter de hinderlaag in de nachtclub. Zij ontdekken dan een donker geheim achter het virus en Takehaya. Ondertussen rouwt Amerika om de dood van hun president Michener. |            |                  |                  |                                       | |                   |  |
| 32 | 9          | Paradise         | Paul Holahan     | Jorge Zamacona                        | Nikki Castillo - Malaya Alain Uy - Kanoa Boyuen - Kenji H. Richard Greene - senator William Beatty Branton Box - kapitein Hicks                      | 14 augustus 2016  |  |
| Chandler en de Nathan James zijn op zoek naar de anti-medicijnwapens van president Peng. Ondertussen ontdekt luitenant Foster een donker geheim over de nieuwe leiders van Amerika. |            |                  |                  |                                       | |                   |  |
| 33 | 10         | Scuttle          | Mairzee Almas    | Ira Parker                            | Elyse Mirto - Debbie Foster Arnold Chun - Shirahama Ekei Grace Kaufman - Ashley Chandler Aidan Sussman - Sam Chandler Bill Smitrovich - Jed Chandler | 21 augustus 2016  |  |
| Na een hinderlaag waarin twee marineschepen tot zinken zijn gebracht moet de Nathan James, met grote proviandtekorten, de achtervolging inzetten op de president Peng. Dit wordt echter gecompliceerd wanneer het Witte Huis een arrestatiebevel uitvaardigt voor Chandler en zijn bemanning. Ondertussen zoekt luitenant Foster de waarheid achter de staatsgreep van Shaw. |            |                  |                  |                                       | |                   |  |
| 34 | 11         | Legacy           | Paul Holahan     | Hiram Martinez                        | Arnold Chun - Shirahama Ekei Matthew Yang King - Zhou Ray Chang - Bai Eric Paul Erickson - Rogue                                                     | 28 augustus 2016  |  |
| Chandler en zijn bemanning bevinden zich eindelijk in hun laatste en beslissende gevecht tegen president Peng. Ondertussen krijgt luitenant Foster hulp in haar missie tegen Shaw. |            |                  |                  |                                       | |                   |  |
| 35 | 12         | Resistance       | Anton Cropper    | Mark Malone Nic Van Zeebroeck         | Alex Carter - generaal Bradley Patrick St. Esprit - Witt Cooper Huckabee - Bob Alexis DeLaRosa - Tom                                                 | 4 september 2016  |  |
| Na de overwinning zet de Nathan James koers naar Amerika, waar de afgezette president hen zal ontmoeten. Beiden besluiten de nieuwe regering niet te erkennen, en willen de democratie teruggeven aan de Amerikanen. |            |                  |                  |                                       | |                   |  |
| 36 | 13         | Don't Look Back  | Peter Weller     | Jill Blankenship Onalee Hunter Hughes | Elyse Mirto - Debbie Foster Patrick St. Esprit - Witt David Bianchi - vader Cantrell Harris - agent Powell Natasha McCrea - moeder                   | 11 september 2016 |  |
| Het gevecht over Amerika nadert zijn einde, en Chandler krijgt dan eindelijk de ontmoeting met Shaw wat zijn leven kan kosten. |            |                  |                  |                                       | |                   |  |